# Monumento a Vittorio Emanuele II (Firenze)
Il monumento a Vittorio Emanuele II è una statua equestre in bronzo di Firenze, situata al centro di piazza Vittorio Veneto. Scolpita da Emilio Zocchi nel 1890, fu inizialmente collocata in piazza della Repubblica. 

## Storia
Opera di Emilio Zocchi, il monumento fu inaugurato nel 1890 nella sua prima collocazione in piazza della Repubblica (in quello stesso anno intitolata piazza Vittorio Emanuele II), quindi spostato nel 1932 nell'attuale, all'ingresso delle Cascine (piazza Vittorio Veneto). 
A latere di tali dati che pongono alla fine dell'Ottocento il contesto nel quale il monumento fu concepito, fin dal 1859 il Governo Provvisorio della Toscana aveva bandito un concorso per la realizzazione di due monumenti equestri, uno dedicato appunto al primo re d'Italia, Vittorio Emanuele II di Savoia, l'altro all'imperatore dei francesi Napoleone III, alleato dei piemontesi nella guerra contro l'impero asburgico. 

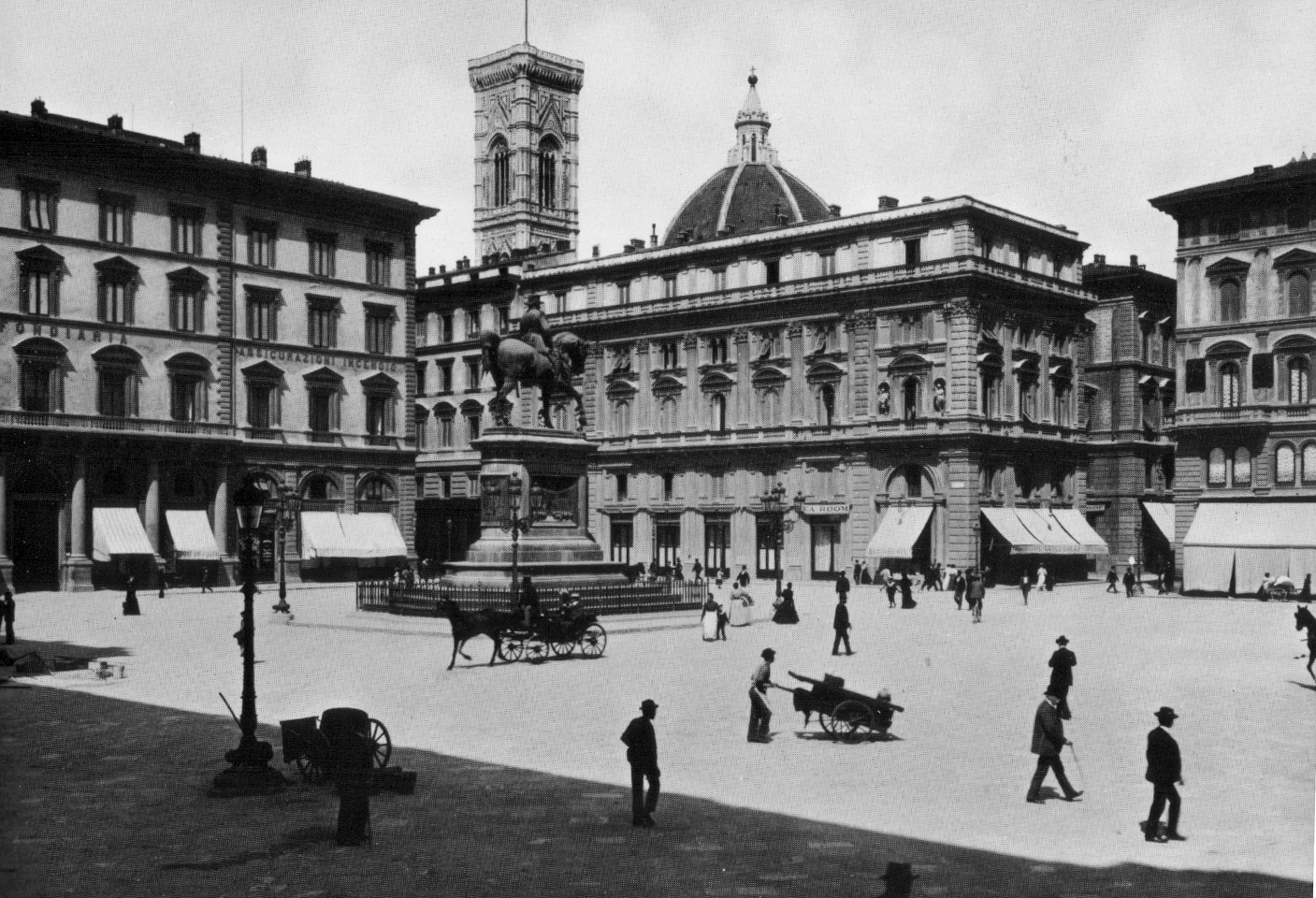
Il monumento in piazza della Repubblica verso il 1895

Il progetto prevedeva la collocazione delle opere nella grande e allora del tutto spoglia piazza Maria Antonia (dal 1870 piazza dell'Indipendenza), legata alla pacifica insurrezione del 27 aprile 1859 che aveva portato alla cacciata del granduca Leopoldo II di Lorena e dato avvio al processo di annessione della Toscana al regno di Sardegna. Per quanto riguarda il bando relativo al monumento equestre del re Vittorio Emanuele questo fu vinto dallo scultore livornese Salvino Salvini, che terminò il monumentale modello in gesso nel 1864. Nel 1867 lo stesso fu esposto all'Accademia delle Belle Arti di Bologna, suscitando non poche perplessità da parte dei commissari (l'opera, attualmente irreperibile, è documentata da una fotografia dell'epoca conservata presso il Museo del Risorgimento di Bologna). La fusione, che sarebbe risultata per le dimensioni dell'opera una delle più impegnative mai tentate in Europa, non venne tuttavia mai realizzata, per il rifiuto da parte del Comune - impegnato nelle molte opere resesi necessarie per il ruolo assunto da Firenze come nuova Capitale d'Italia (1865-1871) - di accollarsi gli alti costi della traduzione in bronzo del modello. È comunque da annotare come, nell'ambito del grandioso progetto di ingrandimento della città previsto da Giuseppe Poggi, la destinazione del monumento fosse stata mutata e questo previsto al centro dell'allora piazza degli Zuavi, attuale piazza Vittorio Veneto. Il progetto fu comunque accantonato, anche per il tracollo economico del Comune seguito al trasferimento della Capitale a Roma. 
Nel 1878, all'indomani della morte di Vittorio Emanuele, anche a Firenze si tornò a pensare ad erigere una memoria al re e, accantonato il modello di Salvino Salvini, bandito nel 1881 un nuovo concorso. Nel 1882 si giunse a individuare come vincitore il modello presentato da Emilio Zocchi e, parallelamente, a scegliere la nuova piazza che si sarebbe determinata a seguito dell'intervento di 'riordino' del centro storico (piazza della Repubblica) come luogo deputato per l'erezione del monumento. Qui l'opera - per realizzare la quale Zocchi dovette costruire appositamente un "grandioso studio" nella zona lungo il Mugnone - fu inaugurata con grande concorso di folla il 20 settembre 1890, nel corso di una cerimonia ampiamente documentata da fotografia e fotoincisioni che ci mostrano la piazza ancora ingombra dai cantieri per l'erezione dei nuovi palazzi, parzialmente nascosti dai palchi e dalle gradinate allestiti per l'occasione. Per celebrare l'evento fu coniata anche una medaglia con l'effigie del re e una dedica a Vittorio Emanuele. Nonostante l'imponenza della cerimonia e l'eco che questa ebbe sulla stampa, l'opera ebbe tiepidi consensi e aspre critiche (si veda in particolare la pubblicazione di Pietro Franceschini e gli articoli apparsi su "Arte e Storia") e comunque, rappresentando anche un notevole ingombro alla circolazione, rimossa nel 1932 e spostata, come detto, nell'attuale collocazione, essenzialmente rispondente al progetto di sistemazione proposto da Giuseppe Poggi in relazione all'opera di Salvino Salvini.

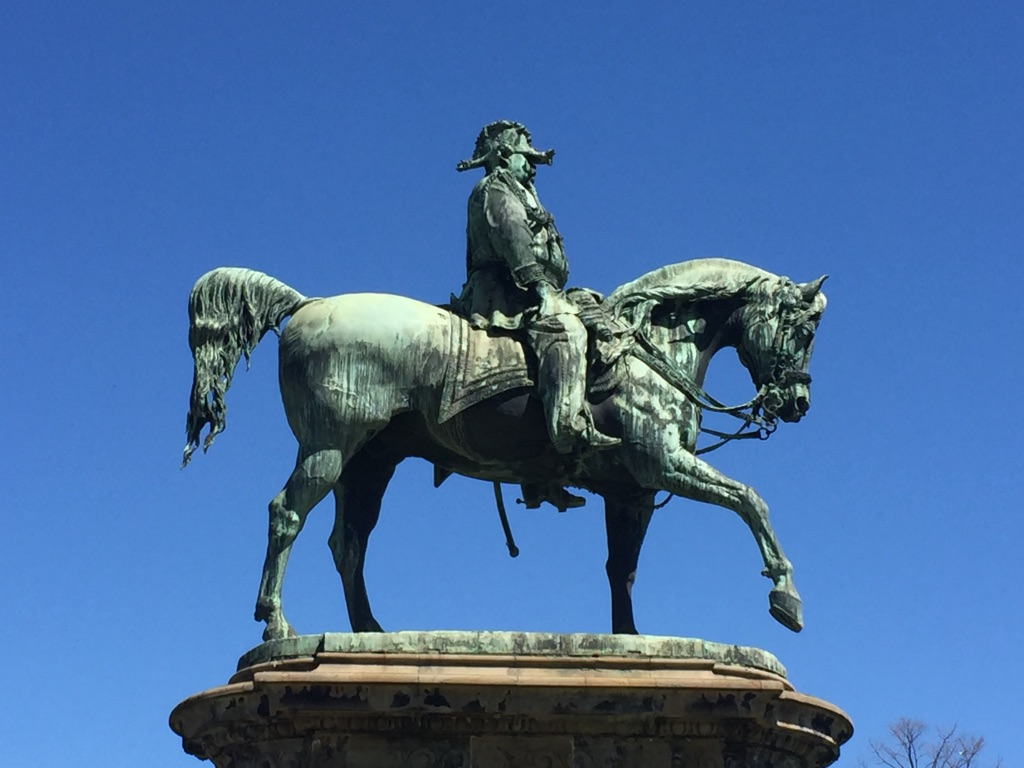
Il re a cavallo

## Descrizione
Il re è rappresentato su un cavallo al passo, con un acuto realismo che non lesina sulla sua robusta fisicità. La statua equestre si trova su un alto piedistallo rivestito di pietraforte e decorato da quattro lastroni in bronzo: sui lati brevi e curvi l'iscrizione dedicatoria e l'aquila sabauda; sulle facce laterali due bassorilievi, uno a raffigurare Il re che riceve dalla Deputazione Toscana il Plebiscito per l'annessione al Regno d'Italia (ambientato al palazzo Reale di Torino), l'altro che mostra Il saluto della folla a Vittorio Emanuele II che lascia la città per recarsi a Roma (ambientato in piazza dell'Unità italiana).